# Midhowe Cairn

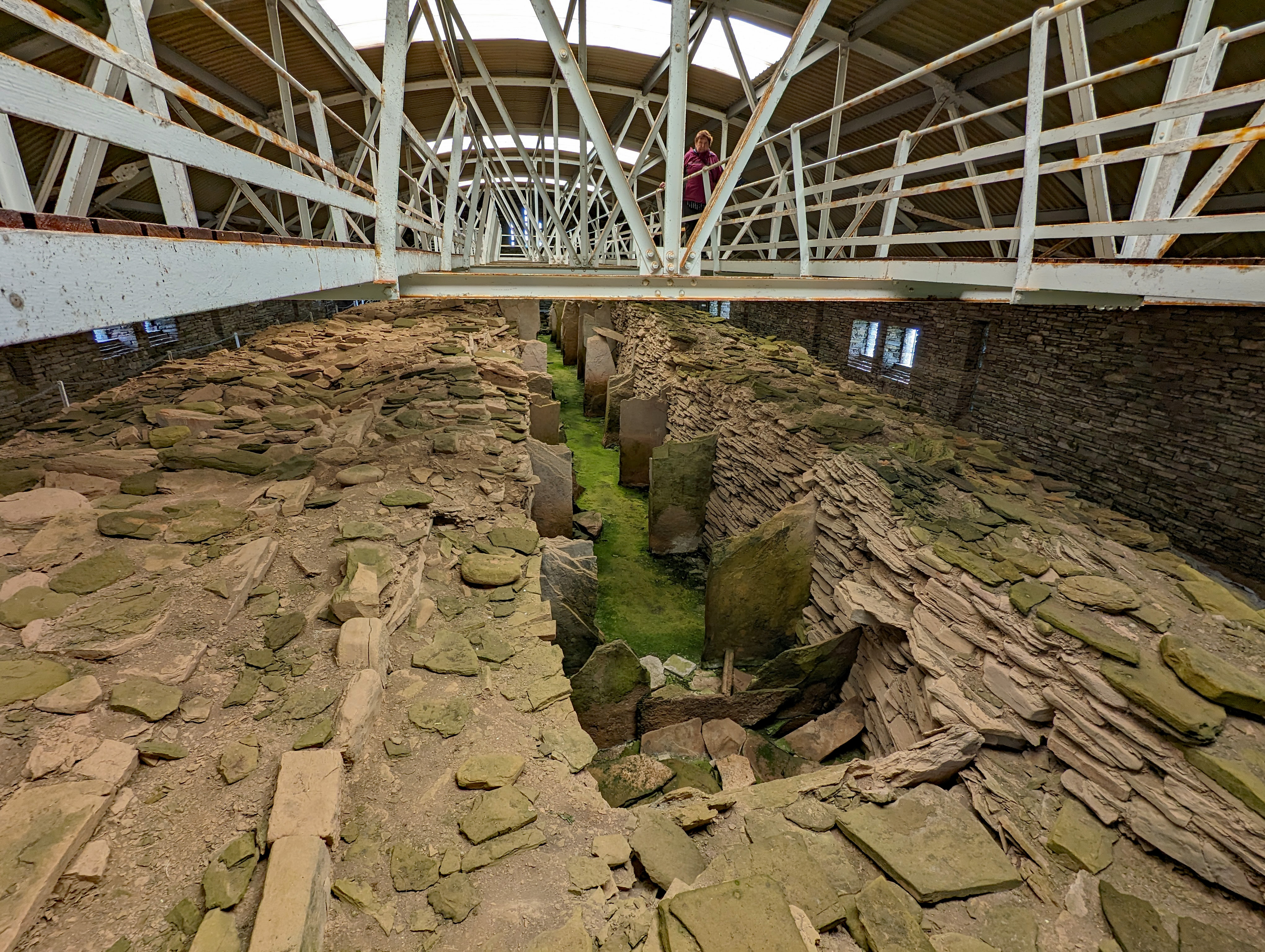
Der Midhowe Cairn

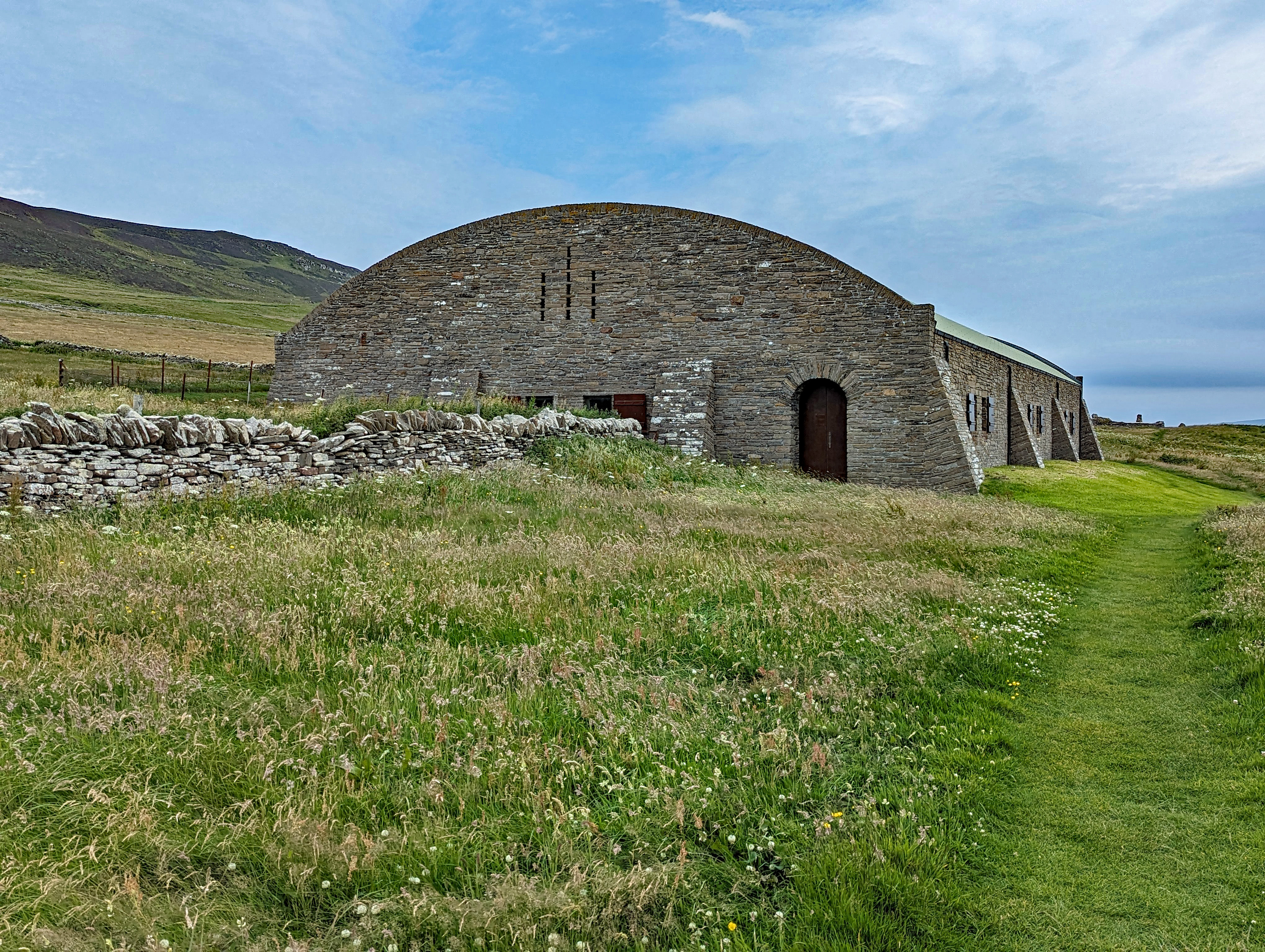
Die schützende Halle für den meernahe Cairn

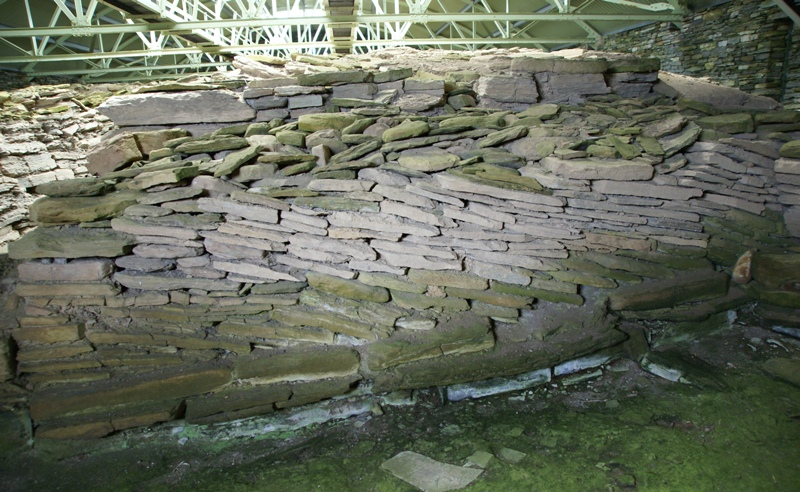
Außenmauer mit dem hier verrutschten Fischgrätenmuster

Der etwa 23,0 m lange Midhowe Cairn ist der zweitgrößte Stalled Cairn der Britischen Inseln. Er gehört zum Orkney-Cromarty Typ (OC), der unter die Kategorie Passage Tombs fällt und liegt unweit des Broch von Midhowe, nahe der Südwestküste der Orkneyinsel Rousay. Der Grund für die exponierte Lage sind die durch Küstenerosion beinahe einbaufertig vorliegenden Baumaterialien.

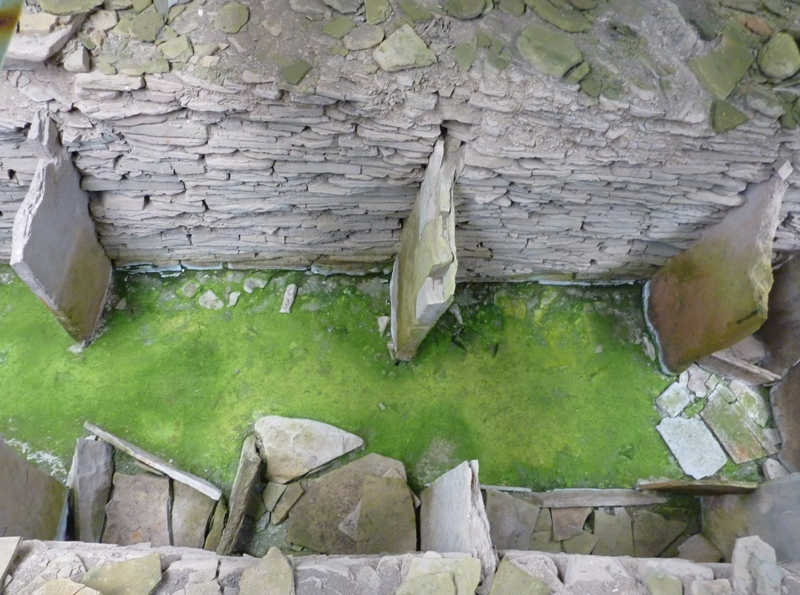
Die stallartigen Boxen

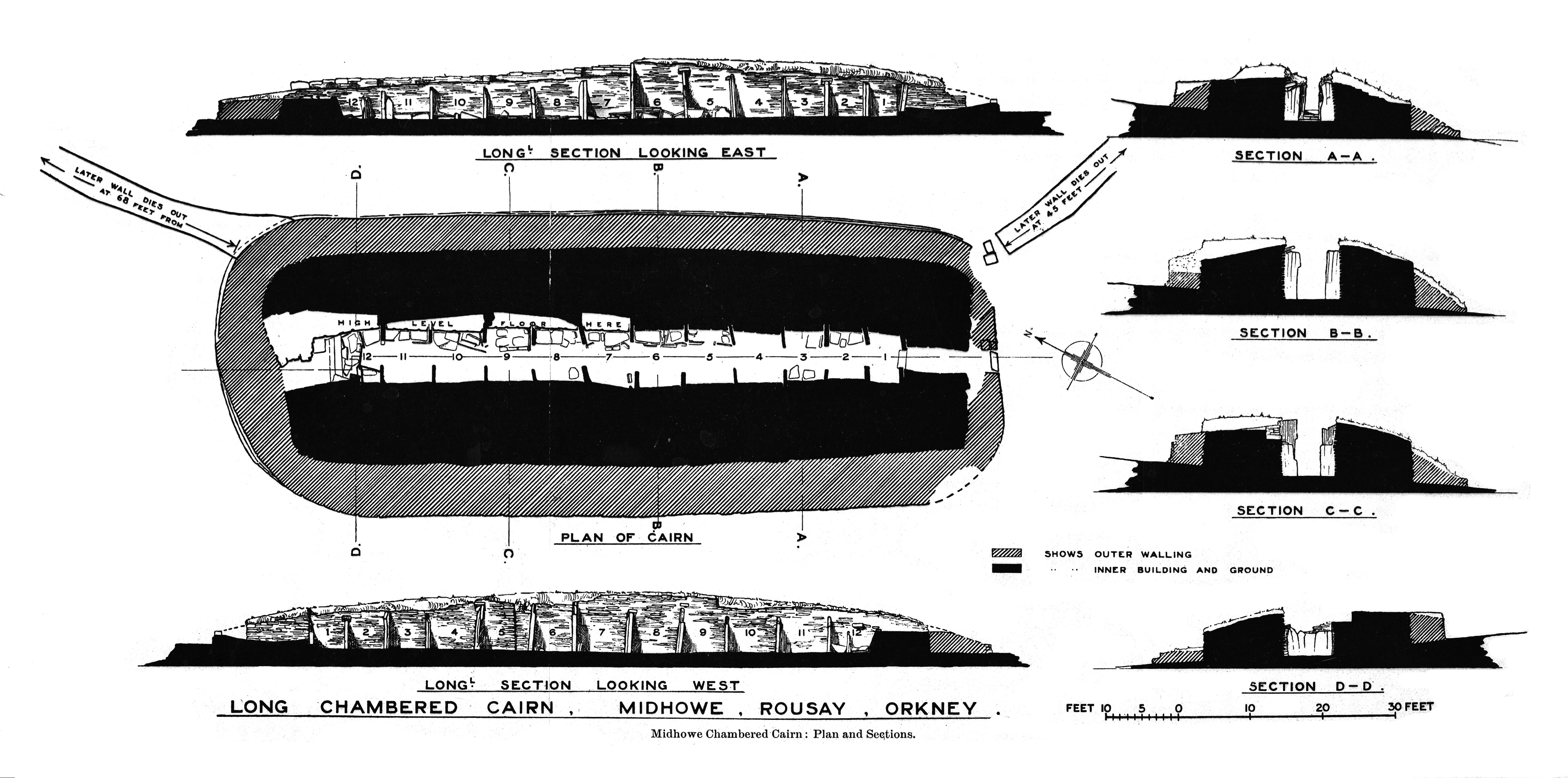
Midhowe Cairn nach Walter Gordon Grant

## Beschreibung
Die Anlage wird heute durch eine Halle geschützt. Bis in die 1930er Jahre war er ein Grashügel von etwa 31 m Länge und 9,5 m Breite. Ab 1932 legte der Landbesitzer in einer Reihe von Ausgrabungen die Überreste einer neolithischen Grabkammer frei, die von etwa 3500 v. Chr. stammt. Unter den Steinen des eingestürzten Daches wurde eine lang gestreckte Kammer entdeckt, die durch beidseitig aufgestellte, aufrechte Steinplatten in je zwölf ungleich breite Boxen, plus einer Kopfnische, unterteilt war. Jede Box enthielt eine Steinbank. Auf ihren Platten hatten die meisten Bestatteten gelegen. Die Überreste von 25 Personen – 17 Erwachsene, sechs Jugendliche und zwei Kindern unter vier Jahren – wurden gefunden. Die Leichenteile waren an die Wand gelehnt. Die am südlichen Ende der Boxenreihe lagen auf ihrer linken, die am nördlichen Ende auf ihrer rechten Seite. Die meisten Skelettreste lagen zwischen den Platten auf den Steinbänken. Nur vier wurden unter den Bänken gefunden und drei lagen außerhalb der Strukturen auf dem Boden. Da in den ersten vier Boxen, in der Nähe des Zugangs, keine menschlichen Überreste gefunden wurden, wird angenommen, dass die Körper hier bis zur Dekarnation gelagert wurden, bevor die Knochen eingesammelt und im inneren Teil deponiert wurden. Die äußere Mauer des Cairns ist bis zu einer Höhe von 2,5 m erhalten und weist eine Besonderheit auf die in dieser Form nirgendwo anders beobachtet wurde, in ähnlicher Form aber auf Rousay an zwei anderen Anlagen vorkommt. Die Ziegel der Fassade sind im mittleren Bereich, deutlich als Fischgrätenmuster (engl. herringbone effect) mit einer durchlaufenden geraden Trennlage verlegt.

## Nachnutzung
Nachdem das Grab aus der Nutzung gegangen war, wurden zwei weitere Tote in den Trümmern begraben. Der Mann lag in der südwestlichen Ecke der Box No. vier, die Frau lag in der nordwestlichen Ecke. Die Leiche der Frau war zusätzlich in einer groben kistenartigen Struktur aus flachen Steinen beigesetzt worden. Beide waren auf der rechten Seite liegend, mit dem Kopf nach Süden in Hockerstellung begraben worden.

## Beifunde
In der Füllschicht des Cairns fanden die Ausgräber die Knochen von Rindern und Schafen, die Überreste von Rotwild (Geweih), sowie Fischgräten und die Gehäuse von Napfschnecken. Wie bei anderen Orkney Cairns deuten die Funde entweder auf rituelle Feste rund um den Ort, oder es waren Grabbeigaben. Die übrigen Artefakte umfassen fünf Hammersteine, drei unbearbeitete Steine und ein Stößel.
In der Nähe liegen die Anlagen von Blackhammer, Knowe of Lairo, Knowe of Ramsay, Knowe of Yarso und Taversoe Tuick.